# جرالد ندلر
جرالد ندلر (به انگلیسی: Jerrold Nadler) نمایندهٔ حوزه انتخابیه دهم نیویورک از حزب دموکرات ایالات متحده آمریکا در مجلس نمایندگان ایالات متحده آمریکا است که برای نخستین‌بار در ۳ نوامبر ۱۹۹۲ میلادی به‌عضویت این مجلس درآمد.